# Солдат-76
Джон Фрэнсис «Джек» Моррисон (англ. John Francis "Jack" Morrison), известный по позывному Солдат-76 — вымышленный персонаж, представленный в видеоигре Overwatch 2016 года и его продолжении Overwatch 2 2022 года — шутерах от первого лица, разработанных компанией Blizzard Entertainment. В прошлом — американский солдат и лидер компании Overwatch, а в настоящее время — вигилант, пытающийся выяснить истинные причины роспуска организации. Солдат-76 возник как переработанный персонаж комикса из 2000-х, автором которого является Крис Метцен, бывший сотрудник Blizzard. Во время бета-тестирования являлся самым популярным выбором среди геймеров в первой части игры.

## Концепт и дизайн

Оригинальный концепт-арт Солдата-76, под авторством Криса Метцена

Солдат-76 был разработан бывшим креативным директором Overwatch Крисом Метценом в начале 2000-х. Его концепт не был связан с проектами в Blizzard, и изначально он использовался для комикса, попавшего в выпуск Digital Webbing Presents #16 в июле 2004 года. По задумке Метцена, Солдат-76 — один из американских суперсолдат, которым имплантировали микрочипы, дающие им сверхчеловеческие способности. В этой версии Солдат-76 считался убитым в результате покушения, но вместо этого оказался брошенным в Южной Америке без каких-либо воспоминаний о своём прошлом. После того, как разразилась вторая гражданская война в Соединённых Штатах, Солдат-76 вернулся туда, чтобы помочь восстановить порядок и вспомнить своё прошлое.
Ведущий сценарист Майкл Чу отметил, что Солдат-76 — персонаж, который «близок и дорог» Метцену, и что он дал разрешение команде разработчиков добавить его в Overwatch. По словам Метцена, настоящее имя персонажа отсылает к Джону Уэйну и Джиму Моррисону. Хотя оригинальный дизайн персонажа Метцена был изменён в Overwatch — вместо маски спецназа Солдат-76 теперь носит забрало — он сохранил цветовую палитру, использующуюся в комиксах.
В рассказе «Бастет» было указано, что в юности Солдат-76 состоял в романтических отношениях с человеком по имени Винсент. В своём твиттере Майкл Чу подтвердил, что они оба являются геями. Это сделало его вторым подтверждённым ЛГБТ-персонажем в Overwatch после Трейсер. Раскрытие Джека как открытого гея было встречено в целом положительно со стороны игроков, хотя некоторые наоборот расценили этот поступок разработчиков как способ привлечь к себе дополнительное внимание.
Солдата-76 в оригинале озвучил Фред Таташор, в русской версии — Максим Пинскер (в первой части Overwatch).

## Появления

### Overwatch
Джек Моррисон родился в Блумингтоне, штат Индиана. В возрасте 18 лет поступил на службу в вооружённые силы США. Благодаря своей храбрости и упорству был привлечён к «программе улучшения солдат», где он сдружился с Габриэлем Рейесом, с которым они вступили в отряд Overwatch во время Восстания Машин. Несмотря на то, что отрядом руководил Рейес, моральным лидером все считали Моррисона.
Благодаря своему вкладу в руководство группой и победой в Восстании Машин, Джек стал командиром оперативной группы, что привело к разладу с Габриэлем, который создал подразделение Blackwatch, отличающееся тем, что оно «не действует по правилам». Из-за его сомнительных методов исполнения миссий отношения между Джеком и Габриэлем только обострялись, а после случая в Венеции, подорвавшего репутацию Overwatch, напряжённость между двумя мужчинами переросла в откровенный конфликт, что привело к разрушению штаб-квартиры Overwatch. Считалось, что Моррисон погиб в результате взрыва и, как сообщается, был похоронен на Арлингтонском национальном кладбище, хотя тело не было обнаружено.
Однако Моррисону удалось выжить. Через пять лет после роспуска Overwatch он совершил серию нападений на финансовые учреждения и бывшие объекты Overwatch, оснащив себя передовыми технологиями, с которыми он начал вести личную войну под псевдонимом «Солдат-76» в поисках истинных виновных раскола организации.

### Игровой процесс
Солдат-76 относится к классу урона. Вооружён импульсной винтовкой, оснащённой «Ракетным ударом», стреляющим тремя ракетами спиралью. Основные способности: «Спринт» — увеличивает скорость передвижения без ограничения продолжительности и времени восстановления, и «Биотическое поле» — излучатель, который размещается на земле и восстанавливает здоровье в области действия. Его ультимативная способность, «Тактический визор», позволяет автоматически наводится на врагов в поле зрения. Солдат: 76 был задуман как «ознакомительный герой», чтобы помочь новичкам легче освоиться в игре, но благодаря своей универсальности и  умениям является хорошим выбором и для опытных игроков. Он способен хорошо действовать практически в любой ситуации, эффективен на всех дистанциях, быстро перемещается по полю боя, а также способен лечить себя и свою команду.

## Продвижение и принятие
Было создано множество товаров по данному персонажу, включая фигурки Nendoroid с его изображением. В июне 2019 года Nerf выпустила игрушечный бластер Солдата-76. В мае 2020 года было объявлено, что Солдат-76 станет десятой фигуркой figma от Good Smile Company по мотивам Overwatch.
Солдат-76 был самым популярным персонажем класса «урон» во время открытого бета-тестирования игры. Эйб Стайн из Kill Screen описал Солдата-76 как «скучного чувака-националиста, который подчёркивает разнообразие и уникальность всех остальных героев», и как стандартного персонажа, по которому игроки оценивают всех остальных персонажей. В статье, опубликованной в октябре 2020 года, Имоджен Меллор из PCGamesN назвала Солдата-76 одним из идеальных выборов для новичка в Overwatch.
С тех пор Солдат-76 стал популярным объектом фан-артов, где в большинстве работ изображался в роли отца других персонажей Overwatch. После выхода тизер-трейлера Fallout 76 фанаты начали создавать фан-арты с отсылками на цифры в позывном персонажа и названии предстоящей игры, а также шутили о потенциальном кроссовере. Коннор Шеридан из GamesRadar назвал Солдата-76, Трейсер и Уинстона «тремя самыми знаковыми персонажами Overwatch».
Различные игровые СМИ посчитали, что игроки в целом хорошо отнеслись к раскрытию сексуальной ориентации Солдата-76 в рассказе «Бастет» в начале 2019 года. Тем не менее после публикации комикса игроки стали реже выбирать его в игре. «Значительное меньшинство» игроков, переставших играть за Солдата-76, объяснили это тем, что во время игры они начали получать гомофобные оскорбления.
В то время как некоторые критики хвалили включение в Overwatch второго после Трейсер ЛГБТ-персонажа, некоторые осудили этот поступок, посчитав это просчитанным заигрыванием с аудиторией, подметив, что этот аспект биографии персонажа имеет значение для заметного меньшинства игроков. Мэтт Ким из USGamer провёл аналогию с британской писательницей Джоан Роулинг, раскрывшей гомосексуальность Альбуса Дамблдора, персонажа «Гарри Поттера», назвав этот поступок абсурдным и лишённым какого-либо значимого контекста.
В статье для Polygon Кеннет Шепард отметил, что раскрытие гомосексуальности Солдата-76 привило ему интерес к Overwatch, однако игра на нём оставила отрицательные впечталения — в частности, он отметил негативную реакцию других игроков на частое использование граффити, указывающее на отношения персонажа с Винсентом. Шепард, будучи открытым геем, посчитал, что подобный каминг-аут персонажа «больше похож на ловушку, чем на честное приглашение», а Blizzard своим бездействием сами создали в игре токсичную атмосферу, в которой игроки вроде него не могут почувствовать себя в безопасности.